# 林胤昌
林胤昌（1595年—1657年），字为磐，号讓庵（或素庵），福建晉江縣人，明朝政治人物，進士出身。

## 生平
治诗经，行二，萬曆二十三年（1595年）乙未正月二十九日生。万历四十三年（1615年）乙卯科乡试二十二名，天啓二年（1622年），登壬戌科進士，户部观政，六月授南京户部广东司主事，调南兵部职方司。崇祯元年（1628年），补吏部稽勋司主事，后补吏部验封司郎中、擢文选郎中。因忤逆杨嗣昌，被削籍为民。之後不再出仕。清顺治十四年（1657年）冬十月卒于家，年六十三。著有《茧草经史耨义》等书，子林逢泰、林逢济。

## 家族
曾祖父林福，字云衢，号坦吾。祖父林云龙，隆庆丁卯（隆庆元年，1567年）举人，官至山东盐运司运同。父林光肇。